# Nepheliphila
Nepheliphila is een geslacht van rechtvleugeligen uit de familie sabelsprinkhanen (Tettigoniidae). De wetenschappelijke naam van dit geslacht is voor het eerst geldig gepubliceerd in 2010 door Hugel.

## Soorten
Het geslacht Nepheliphila  is monotypisch en omvat slechts de volgende soort:
- Nepheliphila raptor (Hugel, 2010)